# Puchar Czech w piłce siatkowej mężczyzn (2011/2012)
Puchar Czech w piłce siatkowej mężczyzn 2011/2012 (cz. Český pohár muži 2011/2012) - 20. sezon rozgrywek o siatkarski Puchar Czech odbywających się od 1992 roku. Zainaugurowane zostały 17 września 2011 roku i trwały do 12 lutego 2012 roku. Brały w nich udział kluby z Extraligi, 1. ligi i 2. ligi.
Rozgrywki składały się z czterech rund i turnieju finałowego. W fazie grupowej rywalizowały ze sobą drużyny z 1. ligi i 2. ligi. Do 2. rundy z grupy A awansowały dwie najlepsze drużyny, natomiast z grup B i C - zwycięzcy, dołączając do drużyn, które swój udział w poprzednim sezonie zakończyły na 3. rundzie. W 3. rundzie automatycznie rozstawione były zespoły, które w zeszłym sezonie przegrały w 4. rundzie, natomiast w 4. rundzie - drużyny, które doszły do turnieju finałowego. Rywalizacja w 3. i 4. rundzie toczyła się na zasadzie dwumeczów.
Turniej finałowy odbył się w dniach 11-12 lutego 2012 roku w hali sportowej w Mladej Boleslavie. Puchar Czech zdobył VK DHL Ostrava, który pokonał w finale VK Jihostroj České Budějovice.

## Drużyny uczestniczące
| Extraliga 11 drużyn           | Extraliga 11 drużyn | 1. liga 6 drużyn             | 1. liga 6 drużyn | 2. liga 5 drużyn          | 2. liga 5 drużyn |
| ----------------------------- | ------------------- | ---------------------------- | ---------------- | ------------------------- | ---------------- |
| Aero Odolena Voda             | 4. runda            | TJ Lokomotiva Česká Lípa     | 1. runda         | TJ Nový Jičín             | 1. runda         |
| VSC Fatra Zlín                | 3. runda            | TJ Sokol Dobřichovice        | 1. runda         | TJ Sokol Česká Třebová II | 1. runda         |
| SKV Ústí nad Labem            | 4. runda            | USK Slavia Plzeň             | 2. runda         | TJ Sokol Palkovice        | 3. runda         |
| Slavia Havířov                | 4. runda            | VK EGE České Budějovice      | 3. runda         | VS Drásov                 | 1. runda         |
| VK DHL Ostrava                | zwycięstwo          | VK Karbo Benátky nad Jizerou | 2. runda         | VSK VŠB-TU Ostrava        | 1. runda         |
| VK Dukla Liberec              | półfinał            | VSK Staré Město              | 3. runda         |                           |                  |
| VK Jihostroj České Budějovice | finał               |                              |                  |                           |                  |
| VK Karbo Benátky nad Jizerou  | 4. runda            |                              |                  |                           |                  |
| VO Kocouři Vavex Příbram      | półfinał            |                              |                  |                           |                  |
| Volejbal Brno                 | 2. runda            |                              |                  |                           |                  |
| volleyball.cz ČZU Praha       | 2. runda            |                              |                  |                           |                  |

## 1. runda

### Grupa A
Tabela
| Lp. | Drużyna                        | Pkt | Mecze | Mecze | Mecze | Sety | Sety | Sety  | Małe punkty | Małe punkty | Małe punkty |
| Lp. | Drużyna                        | Pkt | M     | W     | P     | wyg. | prz. | ratio | zdob.       | str.        | ratio       |
| --- | ------------------------------ | --- | ----- | ----- | ----- | ---- | ---- | ----- | ----------- | ----------- | ----------- |
| 1   | VK Karbo Benátky nad Jizerou B | 5   | 3     | 2     | 1     | 7    | 4    | 1.750 | 265         | 241         | 1.100       |
| 2   | USK Slavia Plzeň               | 5   | 3     | 2     | 1     | 6    | 5    | 1.200 | 240         | 238         | 1.008       |
| 3   | TJ Sokol Dobřichovice          | 4   | 3     | 1     | 2     | 6    | 7    | 0.857 | 285         | 290         | 0.983       |
| 4   | TJ Lokomotiva Česká Lípa       | 4   | 3     | 1     | 2     | 4    | 7    | 0.571 | 246         | 267         | 0.921       |

Źródło: cvf.cz
Zasady ustalania kolejności: 1. liczba zdobytych punktów; 2. wyższy stosunek setów; 3. wyższy stosunek małych punktów.
Punktacja: zwycięstwo – 2 pkt; porażka – 1 pkt
Wyniki spotkań
| Data       | Godzina | Miejsce | Drużyna 1                    | Wynik | Drużyna 2                    | Set 1 | Set 2 | Set 3 | Set 4 | Set 5 | Raport |
| ---------- | ------- | ------- | ---------------------------- | ----- | ---------------------------- | ----- | ----- | ----- | ----- | ----- | ------ |
| 17.09.2011 | 9:00    | Pilzno  | USK Slavia Plzeň             | 3:2   | TJ Sokol Dobřichovice        | 25:23 | 20:25 | 25:27 | 25:22 | 15:8  | cvf.cz |
| 17.09.2011 | 11:00   | Pilzno  | VK Karbo Benátky nad Jizerou | 1:3   | TJ Lokomotiva Česká Lípa     | 22:25 | 23:25 | 30:28 | 20:25 |       | cvf.cz |
| 17.09.2011 | 13:00   | Pilzno  | TJ Sokol Dobřichovice        | 3:1   | TJ Lokomotiva Česká Lípa     | 25:20 | 25:21 | 22:25 | 25:19 |       | cvf.cz |
| 17.09.2011 | 15:00   | Pilzno  | USK Slavia Plzeň             | 0:3   | VK Karbo Benátky nad Jizerou | 19:25 | 21:25 | 15:25 |       |       | cvf.cz |
| 17.09.2011 | 17:00   | Pilzno  | VK Karbo Benátky nad Jizerou | 3:1   | TJ Sokol Dobřichovice        | 20:25 | 25:22 | 25:20 | 25:16 |       | cvf.cz |
| 17.09.2011 | 19:00   | Pilzno  | TJ Lokomotiva Česká Lípa     | 0:3   | USK Slavia Plzeň             | 19:25 | 19:25 | 20:25 |       |       | cvf.cz |

### Grupa B
Tabela
| Lp. | Drużyna                   | Pkt | Mecze | Mecze | Mecze | Sety | Sety | Sety  | Małe punkty | Małe punkty | Małe punkty |
| Lp. | Drużyna                   | Pkt | M     | W     | P     | wyg. | prz. | ratio | zdob.       | str.        | ratio       |
| --- | ------------------------- | --- | ----- | ----- | ----- | ---- | ---- | ----- | ----------- | ----------- | ----------- |
| 1   | VSK Staré Město           | 4   | 2     | 2     | 0     | 6    | 1    | 6.000 | 176         | 147         | 1.197       |
| 2   | VS Drásov                 | 3   | 2     | 1     | 1     | 4    | 4    | 1.000 | 182         | 167         | 1.090       |
| 3   | TJ Sokol Česká Třebová II | 2   | 2     | 0     | 2     | 1    | 6    | 0.167 | 123         | 167         | 0.737       |

Źródło: cvf.cz
Zasady ustalania kolejności: 1. liczba zdobytych punktów; 2. wyższy stosunek setów; 3. wyższy stosunek małych punktów.
Punktacja: zwycięstwo – 2 pkt; porażka – 1 pkt
Wyniki spotkań
| Data       | Godzina | Miejsce       | Drużyna 1                 | Wynik | Drużyna 2       | Set 1 | Set 2 | Set 3 | Set 4 | Set 5 | Raport |
| ---------- | ------- | ------------- | ------------------------- | ----- | --------------- | ----- | ----- | ----- | ----- | ----- | ------ |
| 17.09.2011 | 10:00   | Česká Třebová | TJ Sokol Česká Třebová II | 1:3   | VS Drásov       | 17:25 | 25:17 | 11:25 | 13:25 |       | cvf.cz |
| 17.09.2011 | 13:00   | Česká Třebová | VSK Staré Město           | 3:1   | VS Drásov       | 28:26 | 23:25 | 25:17 | 25:22 |       | cvf.cz |
| 17.09.2011 | 16:00   | Česká Třebová | TJ Sokol Česká Třebová II | 0:3   | VSK Staré Město | 21:25 | 17:25 | 19:25 |       |       | cvf.cz |

### Grupa C
Tabela
| Lp. | Drużyna            | Pkt | Mecze | Mecze | Mecze | Sety | Sety | Sety  | Małe punkty | Małe punkty | Małe punkty |
| Lp. | Drużyna            | Pkt | M     | W     | P     | wyg. | prz. | ratio | zdob.       | str.        | ratio       |
| --- | ------------------ | --- | ----- | ----- | ----- | ---- | ---- | ----- | ----------- | ----------- | ----------- |
| 1   | TJ Sokol Palkovice | 4   | 2     | 2     | 0     | 6    | 1    | 6.000 | 171         | 85          | 2.012       |
| 2   | VSK VŠB-TU Ostrava | 3   | 2     | 1     | 1     | 4    | 3    | 1.333 | 160         | 96          | 1.667       |
| 3   | TJ Nový Jičín      | 2   | 2     | 0     | 2     | 0    | 6    | 0.000 | 0           | 150         | 0.000       |

Źródło: cvf.cz
Zasady ustalania kolejności: 1. liczba zdobytych punktów; 2. wyższy stosunek setów; 3. wyższy stosunek małych punktów.
Punktacja: zwycięstwo – 2 pkt; porażka – 1 pkt
Wyniki spotkań
| Data       | Godzina | Miejsce     | Drużyna 1          | Wynik | Drużyna 2          | Set 1 | Set 2 | Set 3 | Set 4 | Set 5 | Raport |
| ---------- | ------- | ----------- | ------------------ | ----- | ------------------ | ----- | ----- | ----- | ----- | ----- | ------ |
| 17.09.2011 | 10:00   | Nowy Jiczyn | TJ Nový Jičín      | 0:31  | TJ Sokol Palkovice | 0:25  | 0:25  | 0:25  |       |       | cvf.cz |
| 17.09.2011 | 13:00   | Nowy Jiczyn | VSK VŠB-TU Ostrava | 1:3   | TJ Sokol Palkovice | 18:25 | 25:20 | 18:25 | 24:26 |       | cvf.cz |
| 17.09.2011 | 16:00   | Nowy Jiczyn | TJ Nový Jičín      | 0:32  | VSK VŠB-TU Ostrava | 0:25  | 0:25  | 0:25  |       |       | cvf.cz |

1 Pierwotnie mecz zakończył się wynikiem 2:3 (25:17, 22:25, 27:29, 25:22, 13:15).
2 Pierwotnie mecz zakończył się wynikiem 3:1 (25:16, 25:22, 17:25, 33:31).

## Faza główna

### 2. runda
| Data       | Drużyna 1               |     | Drużyna 2                    | Sety                  |
| ---------- | ----------------------- | --- | ---------------------------- | --------------------- |
| 19.10.2011 | USK Slavia Plzeň        | 0:3 | VK Karbo Benátky nad Jizerou | (15:25, 8:25, 25:27)  |
| 20.10.2011 | VK EGE České Budějovice | 3:0 | VK Karbo Benátky nad Jizerou | (25:22, 25:23, 25:15) |
| 19.10.2011 | TJ Sokol Palkovice      | 3:0 | Volejbal Brno                | (25:0, 25:0, 25:0)    |
| 19.10.2011 | VSK Staré Město         | 3:0 | volleyball.cz ČZU Praha      | (26:24, 25:23, 25:20) |

### 3. runda
| Data                                                              | Drużyna 1                |     | Drużyna 2                    | Sety                                 |
| ----------------------------------------------------------------- | ------------------------ | --- | ---------------------------- | ------------------------------------ |
| 26.11.2011                                                        | VSC Fatra Zlín           | 3:1 | VK Karbo Benátky nad Jizerou | (25:20, 25:23, 19:25, 28:26)         |
| 30.11.2011                                                        | VSC Fatra Zlín           | 0:3 | VK Karbo Benátky nad Jizerou | (22:25, 20:25, 25:27)                |
| 15.11.2011                                                        | VO Kocouři Vavex Příbram | 3:0 | VK EGE České Budějovice      | (25:19, 25:16, 25:22)                |
| 23.11.2011                                                        | VO Kocouři Vavex Příbram | 3:0 | VK EGE České Budějovice      | (25:20, 25:18, 25:15)                |
| 15.11.2011                                                        | TJ Sokol Palkovice       | 2:3 | Aero Odolena Voda            | (25:18, 22:25, 25:22, 18:25, 10:15)  |
| 15.11.2011                                                        | TJ Sokol Palkovice       | 2:3 | Aero Odolena Voda            | (25:17, 22:25, 26:24, 15:25, 12:15)1 |
| 15.11.2011                                                        | SKV Ústí nad Labem       | 3:0 | VSK Staré Město              | (25:18, 25:19, 25:21)                |
| 29.11.2011                                                        | SKV Ústí nad Labem       | 3:2 | VSK Staré Město              | (25:21, 23:25, 20:25, 27:25, 11:15)  |
| Po lewej gospodarze pierwszych meczów. 1 Oba mecze w Palkovicach. |                          |     |                              |                                      |

### 4. runda
| Data                                   | Drużyna 1                    |     | Drużyna 2                     | Sety                                |
| -------------------------------------- | ---------------------------- | --- | ----------------------------- | ----------------------------------- |
| 26.01.2012                             | VK Karbo Benátky nad Jizerou | 1:3 | VK Jihostroj České Budějovice | (25:20, 16:25, 11:25, 18:25)        |
| 01.02.2012                             | VK Karbo Benátky nad Jizerou | 1:3 | VK Jihostroj České Budějovice | (35:33, 20:25, 12:25, 20:25)        |
| 26.01.2012                             | Slavia Havířov               | 3:2 | VO Kocouři Vavex Příbram      | (25:22, 21:25, 25:23, 15:25, 15:11) |
| 02.02.2012                             | Slavia Havířov               | 0:3 | VO Kocouři Vavex Příbram      | (17:25, 16:25, 14:25)               |
| 26.01.2012                             | Aero Odolena Voda            | 0:3 | VK Dukla Liberec              | (13:25, 32:34, 20:25)               |
| 02.02.2012                             | Aero Odolena Voda            | 0:3 | VK Dukla Liberec              | (12:25, 16:25, 22:25)               |
| 26.01.2012                             | VK DHL Ostrava               | 3:0 | SKV Ústí nad Labem            | (25:18, 25:19, 25:18)               |
| 02.02.2012                             | VK DHL Ostrava               | 3:0 | SKV Ústí nad Labem            | (25:23, 25:23, 25:16)               |
| Po lewej gospodarze pierwszych meczów. |                              |     |                               |                                     |

## Turniej finałowy

### Drabinka
|  |                               |                               |                |                |   |                               |                               |       |
|  | Półfinały                     | Półfinały                     | Półfinały      |                |   | Finał                         | Finał                         | Finał |
|  | Półfinały                     | Półfinały                     | Półfinały      |                |   | Finał                         | Finał                         | Finał |
|  |                               |                               |                |                |   |                               |                               |       |
|  |                               |                               |                |                |   |                               |                               |       |
|  | VK Jihostroj České Budějovice | VK Jihostroj České Budějovice | 3              |                |   |                               |                               |       |
|  | VK Jihostroj České Budějovice | VK Jihostroj České Budějovice | 3              |                |   |                               |                               |       |
|  | VO Kocouři Vavex Příbram      | VO Kocouři Vavex Příbram      | 1              |                |   |                               |                               |       |
|  | VO Kocouři Vavex Příbram      | VO Kocouři Vavex Příbram      | 1              |                |   | VK Jihostroj České Budějovice | VK Jihostroj České Budějovice | 2     |
|  |                               |                               |                |                |   | VK Jihostroj České Budějovice | VK Jihostroj České Budějovice | 2     |
|  |                               |                               | VK DHL Ostrava | VK DHL Ostrava | 3 |                               |                               |       |
|  | VK Dukla Liberec              | VK Dukla Liberec              | VK DHL Ostrava | VK DHL Ostrava | 3 | 2                             |                               |       |
|  | VK Dukla Liberec              | VK Dukla Liberec              |                |                |   |                               |                               |       |
|  | VK DHL Ostrava                | VK DHL Ostrava                | 3              |                |   |                               |                               |       |
|  | VK DHL Ostrava                | VK DHL Ostrava                | 3              |                |   |                               |                               |       |
|  |                               |                               |                |                |   |                               |                               |       |

### Półfinały
| Data       | Drużyna 1                     |     | Drużyna 2                | Sety                               |
| ---------- | ----------------------------- | --- | ------------------------ | ---------------------------------- |
| 11.02.2011 | VK Jihostroj České Budějovice | 3:1 | VO Kocouři Vavex Příbram | (31:29, 25:21, 29:31, 25:15)       |
| 11.02.2011 | VK Dukla Liberec              | 2:3 | VK DHL Ostrava           | (25:23, 26:24, 18:25, 18:25, 6:15) |

### Finał
| Data       | Drużyna 1                     |     | Drużyna 2      | Sety                                |
| ---------- | ----------------------------- | --- | -------------- | ----------------------------------- |
| 12.02.2011 | VK Jihostroj České Budějovice | 2:3 | VK DHL Ostrava | (17:25, 23:25, 25:20, 25:18, 14:16) |

## Klasyfikacja końcowa
| Miejsce | Drużyna                       |
| ------- | ----------------------------- |
| 1       | VK DHL Ostrava                |
| 2       | VK Jihostroj České Budějovice |
| 3-4     | VK Dukla Liberec              |
| 3-4     | VO Kocouři Vavex Příbram      |
| 5-8     | Aero Odolena Voda             |
| 5-8     | SKV Ústí nad Labem            |
| 5-8     | Slavia Havířov                |
| 5-8     | VK Karbo Benátky nad Jizerou  |
| 9-12    | VSC Fatra Zlín                |
| 9-12    | TJ Sokol Palkovice            |
| 9-12    | VK EGE České Budějovice       |
| 9-12    | VSK Staré Město               |
| 13-16   | VK Karbo Benátky nad Jizerou  |
| 13-16   | Volejbal Brno                 |
| 13-16   | volleyball.cz ČZU Praha       |
| 13-16   | USK Slavia Plzeň              |